# OpenShift
OpenShift — семейство дистрибутивов Kubernetes, разрабатывающееся Red Hat (с 2019 года в составе корпорации IBM), включающая одноимённый коммерческий продукт и разрабатываемый сообществом проект OKD, также предоставляется публично-облачное решение Red Hat OpenShift Online (RHOO).
Основан на тиражируемом PaaS компании Makara, поглощённой Red Hat в конце 2010 года. Как продукт Red Hat выпущен в 2011 году, в мае 2012 года открыт исходный код проекта под лицензией Apache 2.0, тогда же выпущена общественная версия, названная OpenShift Origin (наименование OKD ей присвоено в 2018 году), относящаяся к основному продукту по той же схеме, как проект Fedora к Red Hat Enterprise Linux. Первые версии использовали собственные технологии контейнеризации и оркестровки, начиная с версии 3 (2016 год) ядром системы стал Kubenetes, а средством контейнеризации — Docker; начиная с версии 4 (2019 год) с переходом на интерфейс CRI-O поддержаны и другие средства контейнеризации, а основным стал Podman.
В дистрибутивы включено множество дополнительных средств, необходимых для развёртывания и обслуживания кластеров Kubernetes в корпоративных окружениях — сетевые средства, графические интерфейсы управления, средства мониторинга, интерфейсы с системами непрерывной интеграции. Основная утилита управления командной строки oc (OpenShift Client) фактически является надмножеством утилиты kubectl: будучи совместимой с ней по основным параметрам предоставляет дополнительные функции управления кластером.